# Teddy Chevalier
Teddy Chevalier, né le 28 juin 1987 à Denain en France, est un footballeur français qui joue au poste d'attaquant au Saint Amand FC, un club amateur.

## Biographie

### Débuts
Teddy Chevalier a un parcours atypique. Il effectue toute sa formation à l'US Denain, petit club de la banlieue valenciennoise, avant de se faire repérer par le Valenciennes FC. Il est intégré à l'équipe réserve du club pour la saison 2006-2007, en CFA 2, le cinquième niveau du football français. Il inscrit 18 buts en 28 rencontres mais l'entraîneur de l'équipe première, Antoine Kombouaré, ne lui donne jamais sa chance. 
Il décide dès lors de partir et signe au FC Gueugnon, un club de Ligue 2. En fin de saison, le club est relégué en National.

### Direction l'étranger
En janvier 2009, le joueur est prêté pour six mois au Royal Boussu Dour Borinage, un club belge évoluant en Division 3. Il décroche la promotion vers le niveau supérieur avec sa nouvelle équipe et se fait remarquer par le SV Zulte Waregem, un club de première division, qui lui offre un contrat de trois ans. Lors de sa première saison, Teddy Chevalier est une des révélations du championnat, inscrivant douze buts. Malheureusement, il est grièvement brûlé aux jambes dans l'incendie du garage de ses parents le 14 mai 2010. Cet accident le tient à l'écart des terrains pendant plusieurs mois, ce qui perturbe sa préparation. À son retour, il tarde à retrouver son meilleur niveau et perd sa place de titulaire dans l'équipe. 
En juillet 2012, il est autorisé par la direction à quitter le club et signe un contrat au RKC Waalwijk, dans le championnat des Pays-Bas. En mai 2013, il résilie d'un commun accord son contrat avec le club et retourne en Belgique, au KV Courtrai. 
Après deux bonnes saisons au club, il rejoint la Turquie en juillet 2015 et le club de Çaykur Rizespor mais il connaît une saison difficile en Turquie.

### De retour en France
Le 19 juillet 2016 il signe un contrat de deux ans avec le Racing Club de Lens. Il avoue d'emblée « Lens est mon club de cœur ». Cependant, Chevalier ne parvient pas à s'imposer en équipe première il joue trois matches toutes compétitions confondues. En janvier 2017 il s'engage au KV Courtrai

### De retour au KV Courtrai
À peine arrivée dans son ancien club, il marque le but de l'égalisation contre Zulte Waregem mais s'incline (2-3). En trois matches, il marque à trois reprises . Lors de la saison 2017/18, il termine meilleur buteur de la saison régulière avec 16 buts marqués.

### De retour au Valenciennes FC
Le 19 juillet 2019, Chevalier s'engage trois ans au Valenciennes FC. Le natif de Denain fait ainsi son retour dans le Hainaut douze ans après son premier passage au VAFC durant lequel il était resté avec la réserve et n'avait participé à aucun match avec les professionnels. Le 26 juillet 2019, il joue son premier match sous le maillot valenciennois lors d'un déplacement à Chambly. 
Il inscrit son premier but le 9 août 2019 en ouvrant le score face au Mans FC. Le 13 décembre, il marque sur penalty le but de la victoire 1-0 contre le Paris FC. La journée suivante, Chevalier réalise un triplé offrant un succès 3-0 face au FC Lorient qui permet au club de se classer dans le top cinq du championnat. Il finit la saison avec 12 buts en Ligue 2 et 15 buts toutes compétitions confondues alors que la compétition est prématurément interrompue en mars 2020 en raison de la pandémie de Covid-19.
L'entame de la saison 2020-2021 est délicate pour Chevalier qui ne retrouve pas sa forme de l'exercice précédent. À la fin de la phase aller, il cumule trois buts et autant de passes décisives en 16 matchs. Annoncé sur le départ au mois de janvier 2021, Chevalier affirme vouloir rester au club : « Je fais les efforts. L’année dernière, j’ai fait une très bonne saison. Cette année, c’est un peu plus dur devant, mais il y a moins de ballons à jouer. J’en ai marre d’en prendre plein la gueule. On gagne, c’est Chevalier, on perd, c’est Chevalier. C’est plus le VAFC, c’est le FC Chevalier. » Il quitte finalement Valenciennes le 7 janvier sur un bilan de 18 buts en 48 matchs.

### Troisième passage à Courtrai
Le 7 janvier 2021, Chevalier signe un contrat de un an et demi au KV Courtrai, ce qui marque son troisième passage au club.
Deux jours après son arrivée, Chevalier entre en jeu contre le KRC Genk en Jupiler Pro League (victoire 2-1).

### RAEC Mons
Le 26 décembre 2023, le RAEC Mons annonce la signature de l'avant français.
Il quitte le club une saison et demie plus tard, avant même d'achever les play-offs de promotion.

## Statistiques

### En club
| Saison                | Club                  | Championnat           | Championnat | Championnat | Championnat | Coupe nationale | Coupe nationale | Coupe nationale | Coupe de la Ligue | Coupe de la Ligue | Coupe de la Ligue | Autres compétitions | Autres compétitions | Autres compétitions | Autres compétitions | Total | Total | Total |
| Saison                | Club                  | Division              | M.          | B.          | P.d.        | M.              | B.              | P.d.            | M.                | B.                | P.d.              | Comp.               | M.                  | B.                  | P.d.                | M.    | B.    | P.d.  |
| 2007-2008             | FC Gueugnon           | Ligue 2               | 12          | 0           | 0           | -               | -               | -               | 1                 | 0                 | 0                 | -                   | -                   | -                   | -                   | 13    | 0     | 0     |
| 2008-2009             | FC Gueugnon           | National              | 13          | 0           | 0           | -               | -               | -               | 2                 | 0                 | 0                 | -                   | -                   | -                   | -                   | 15    | 0     | 0     |
| Sous-total            | Sous-total            | Sous-total            | 25          | 0           | 0           | -               | -               | -               | 3                 | 0                 | 0                 | -                   | -                   | -                   | -                   | 28    | 0     | 0     |
| 2008-2009             | Boussu Dour (prêt)    | Division 3A           | 11          | 4           | 0           | -               | -               | -               | -                 | -                 | -                 | TF                  | 5                   | 2                   | 0                   | 16    | 6     | 0     |
| 2009-2010             | SV Zulte Waregem      | Division 1            | 27          | 12          | 3           | 2               | 1               | 2               | -                 | -                 | -                 | PO1                 | 7                   | 0                   | 1                   | 36    | 13    | 6     |
| 2010-2011             | SV Zulte Waregem      | Division 1            | 24          | 4           | 6           | 1               | 0               | 0               | -                 | -                 | -                 | PO2                 | 6                   | 0                   | 1                   | 31    | 4     | 7     |
| 2011-2012             | SV Zulte Waregem      | Division 1            | 27          | 3           | 4           | 1               | 0               | 0               | -                 | -                 | -                 | PO2                 | 3                   | 0                   | 0                   | 31    | 3     | 4     |
| Sous-total            | Sous-total            | Sous-total            | 78          | 19          | 13          | 4               | 1               | 2               | -                 | -                 | -                 | -                   | 16                  | 0                   | 2                   | 98    | 20    | 17    |
| 2012-2013             | RKC Waalwijk          | Eredivisie            | 29          | 8           | 4           | 2               | 3               | 0               | -                 | -                 | -                 | -                   | -                   | -                   | -                   | 31    | 11    | 4     |
| 2013-2014             | KV Courtrai           | Division 1            | 17          | 1           | 2           | 2               | 0               | 0               | -                 | -                 | -                 | PO2                 | 7                   | 6                   | 3                   | 26    | 7     | 5     |
| 2014-2015             | KV Courtrai           | Division 1            | 27          | 11          | 10          | 2               | 0               | 0               | -                 | -                 | -                 | PO1                 | 10                  | 1                   | 3                   | 39    | 12    | 13    |
| Sous-total            | Sous-total            | Sous-total            | 44          | 12          | 12          | 4               | 0               | 0               | -                 | -                 | -                 | -                   | 17                  | 7                   | 6                   | 65    | 19    | 18    |
| 2015-2016             | Çaykur Rizespor       | Süper Lig             | 23          | 1           | 2           | 7               | 3               | 0               | -                 | -                 | -                 | -                   | -                   | -                   | -                   | 30    | 4     | 2     |
| 2016-2017             | RC Lens               | Ligue 2               | 2           | 0           | 0           | 1               | 0               | 0               | -                 | -                 | -                 | -                   | -                   | -                   | -                   | 3     | 0     | 0     |
| 2016-2017             | RC Lens rés.          | CFA Gr. B             | 4           | 3           | 0           | -               | -               | -               | -                 | -                 | -                 | -                   | -                   | -                   | -                   | 4     | 3     | 0     |
| 2016-2017             | KV Courtrai           | Division 1A           | 9           | 4           | 1           | -               | -               | -               | -                 | -                 | -                 | PO2                 | 10                  | 0                   | 1                   | 19    | 4     | 2     |
| 2017-2018             | KV Courtrai           | Division 1A           | 30          | 16          | 4           | 4               | 0               | 2               | -                 | -                 | -                 | PO2                 | 10                  | 5                   | 2                   | 44    | 21    | 8     |
| 2018-2019             | KV Courtrai           | Division 1A           | 28          | 4           | 4           | 3               | 1               | 0               | -                 | -                 | -                 | PO2+BE              | 10+1                | 4+0                 | 4+0                 | 42    | 9     | 8     |
| Sous-total            | Sous-total            | Sous-total            | 67          | 24          | 9           | 7               | 1               | 2               | -                 | -                 | -                 | -                   | 31                  | 9                   | 7                   | 105   | 34    | 18    |
| 2019-2020             | Valenciennes FC       | Ligue 2               | 28          | 12          | 0           | 3               | 3               | 1               | 1                 | 0                 | 0                 | -                   | -                   | -                   | -                   | 32    | 15    | 1     |
| 2020-2021             | Valenciennes FC       | Ligue 2               | 16          | 3           | 3           | -               | -               | -               | -                 | -                 | -                 | -                   | -                   | -                   | -                   | 16    | 3     | 3     |
| Sous-total            | Sous-total            | Sous-total            | 44          | 15          | 3           | 3               | 3               | 1               | 1                 | 0                 | 0                 | -                   | -                   | -                   | -                   | 48    | 18    | 4     |
| 2020-2021             | KV Courtrai           | Division 1A           | 15          | 0           | 3           | 2               | 1               | 0               | -                 | -                 | -                 | -                   | -                   | -                   | -                   | 17    | 1     | 3     |
| 2021-2022             | KV Courtrai           | Division 1A           | 6           | 2           | 0           | -               | -               | -               | -                 | -                 | -                 | -                   | -                   | -                   | -                   | 6     | 2     | 0     |
| Sous-total            | Sous-total            | Sous-total            | 21          | 2           | 3           | 2               | 1               | 0               | -                 | -                 | -                 | -                   | -                   | -                   | -                   | 23    | 3     | 3     |
| 2021-2022             | RE Mouscron           | Division 1B           | 25          | 5           | 7           | 2               | 1               | 0               | -                 | -                 | -                 | -                   | -                   | -                   | -                   | 27    | 6     | 7     |
| 2022-2023             | Francs Borains        | Nationale 1           | 36          | 30          | 0           | 3               | 1               | 0               | -                 | -                 | -                 | -                   | -                   | -                   | -                   | 39    | 31    | 0     |
| 2023-2024             | Francs Borains        | Division 1B           | 13          | 1           | 1           | 2               | 1               | 0               | -                 | -                 | -                 | -                   | -                   | -                   | -                   | 15    | 2     | 1     |
| Sous-total            | Sous-total            | Sous-total            | 49          | 31          | 1           | 5               | 2               | 0               | -                 | -                 | -                 | -                   | -                   | -                   | -                   | 54    | 33    | 1     |
| 2023-2024             | RAEC Mons             | Nationale 2           | 17          | 10          | 0           | -               | -               | -               | -                 | -                 | -                 | -                   | -                   | -                   | -                   | 17    | 10    | 0     |
| 2024-2025             | RAEC Mons             | Nationale 1           | 16          | 1           | 0           | 2               | 0               | 0               | -                 | -                 | -                 | PO                  | 4                   | 0                   | 0                   | 22    | 1     | 0     |
| Sous-total            | Sous-total            | Sous-total            | 33          | 11          | 0           | 2               | 0               | 0               | -                 | -                 | -                 | -                   | 4                   | 0                   | 0                   | 39    | 11    | 0     |
| Total sur la carrière | Total sur la carrière | Total sur la carrière | 455         | 135         | 54          | 39              | 15              | 5               | 4                 | 0                 | 0                 | -                   | 73                  | 18                  | 15                  | 571   | 168   | 74    |

## Palmarès

### En club
|  |  | Valenciennes FC rés. - Championnat de France de CFA2 (1) : - Champion : 2007 (Groupe A) |  | RAEC Mons - Championnat de Belgique de football de Nationale 2 (1) : - Champion : 2024 |

### Distinctions personnelles
- Meilleur buteur du Groupe A de CFA2 2006-2007 avec la réserve du Valenciennes FC (18 buts)[21].

## Anecdote
À la suite du derby contre le voisin lensois, remporté 2-0 le 29 novembre 2019 en Domino's Ligue 2 dans une ambiance électrique, le portier Sang et Or, Jean-Louis Leca, l'affuble de « Fou du Village » au micro de la chaîne qui diffuse la rencontre, probablement à la suite d'une brève altercation juste avant la pause. Cette drôle de dénomination devient par la suite son surnom au club le 13 décembre 2019, lors d'un succès contre le Paris FC. Au terme de la rencontre, ses coéquipiers empruntent un drapeau auprès d'un supporter, représentant une caricature du joueur où on peut y lire le surnom que lui a donné Leca quelques semaines plus tôt. Cet épisode amuse beaucoup de monde, tant au sein du club que sur les réseaux sociaux. Commentant ce surnom, Chevalier dit ne pas l'avoir apprécié au départ mais s'y être accoutumé : « Je trouve que ça me va bien car quand je rentre sur un terrain je suis une autre personne, je suis un gagnant, je me donne à fond. »